# Берхтольд, Леопольд фон
Леопольд фон Берхтольд (граф Леопольд Антон Иоганн Сигизмунд Йозеф Корзинус Фердинанд Берхтольд фон унд цу Унгаршиц, Фраттлинг унд Пюллюц; нем. Graf Leopold Anton Johann Sigismund Josef Korsinus Ferdinand Berchtold von und zu Ungarschitz, Frättling, und Püllütz; 18 апреля 1863, Вена, Австрийская империя — 21 ноября 1942, Переснье, медье Ваш, Венгрия) — австро-венгерский политик, дипломат, министр иностранных дел Австро-Венгрии с 17 февраля 1912 по 13 января 1915 года.

## Биография

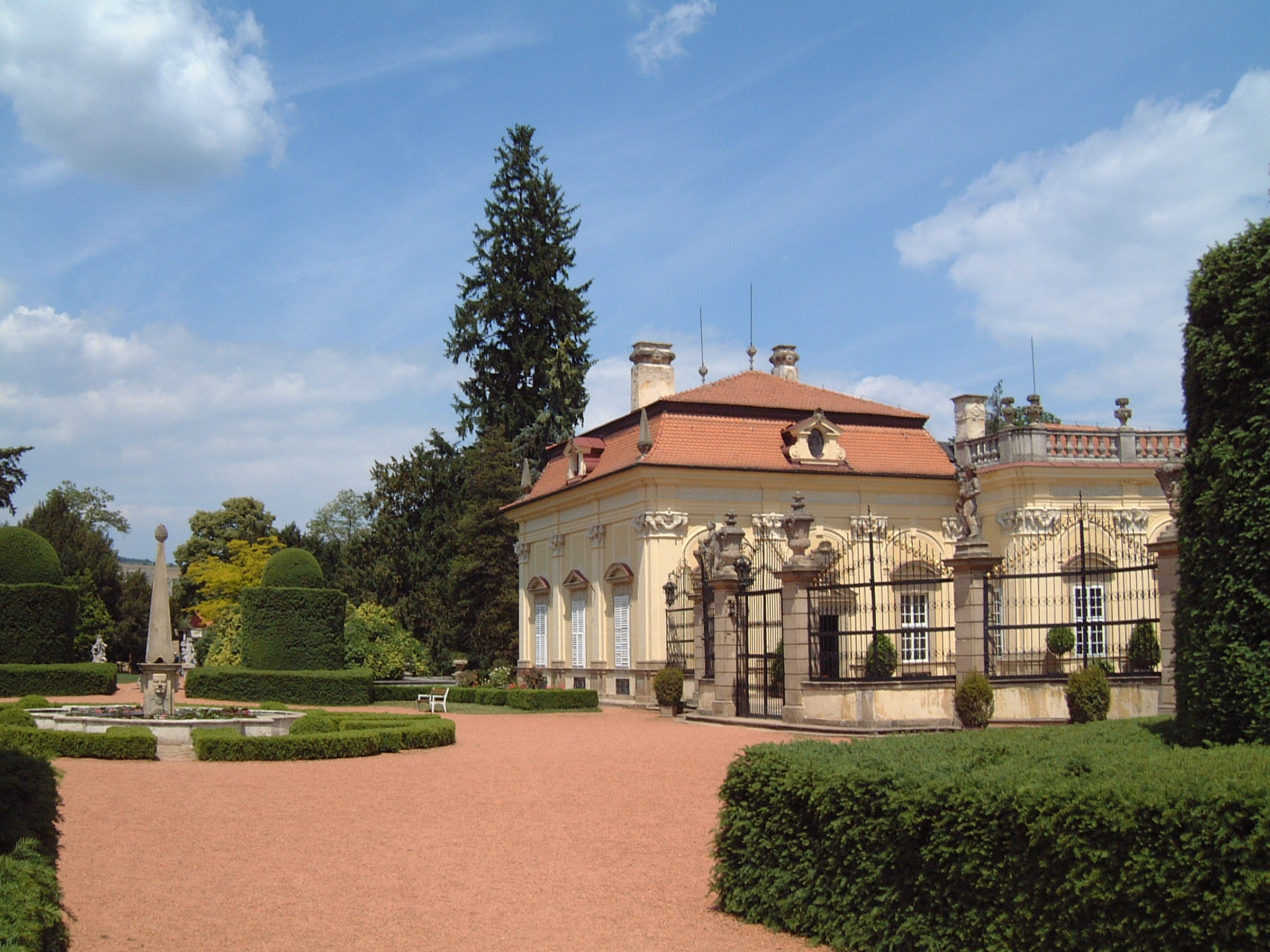
Фамильный замок Бухловице, где прошли детство и юность Леопольда фон Берхтольда

Родился в богатой аристократической семье, владевшей большими землями в Моравии и Венгрии. Вырос в фамильном замке Бухловице. С детства владел чешским, словацким и венгерским языками. В 1887 году поступил на государственную службу в штатгальтерстве Моравия. В 1893 году перешёл на дипломатическую службу. Работал в посольствах во Франции (секретарь посольства, 1895-99), Великобритании (советник посольства, 1899—1903) и Российской империи (советник посольства, 1903-06). В 1906 году был назначен послом Австро-Венгрии в Российской империи, сменив на этом посту Алоиза фон Эренталя.

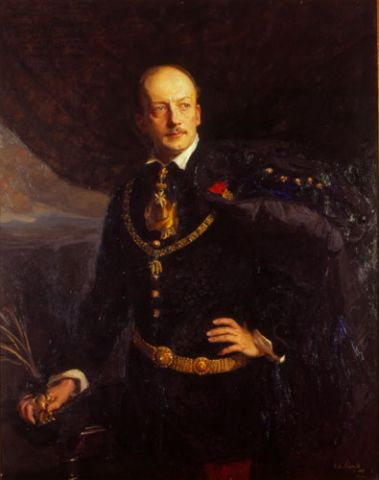
Филип Де Ласло. Портрет Леопольда фон Берхтольда. 1906 год

В 1912 году был назначен министром иностранных дел Австро-Венгрии, сменив Алоиза фон Эренталя и на этой должности. Важнейшим направлением своей деятельности фон Берхтольд сделал Балканы. В 1912 году Австро-Венгрии удалось вынудить Сербию отказаться от выхода к Адриатическому морю, а Черногорию — от занятия города Шкодер (28 ноября 1912 года была провозглашена независимая Албания). Берхтольд также подталкивал Болгарию к войне со своими бывшими союзниками, что вылилось во Вторую Балканскую войну.

### Первая мировая война

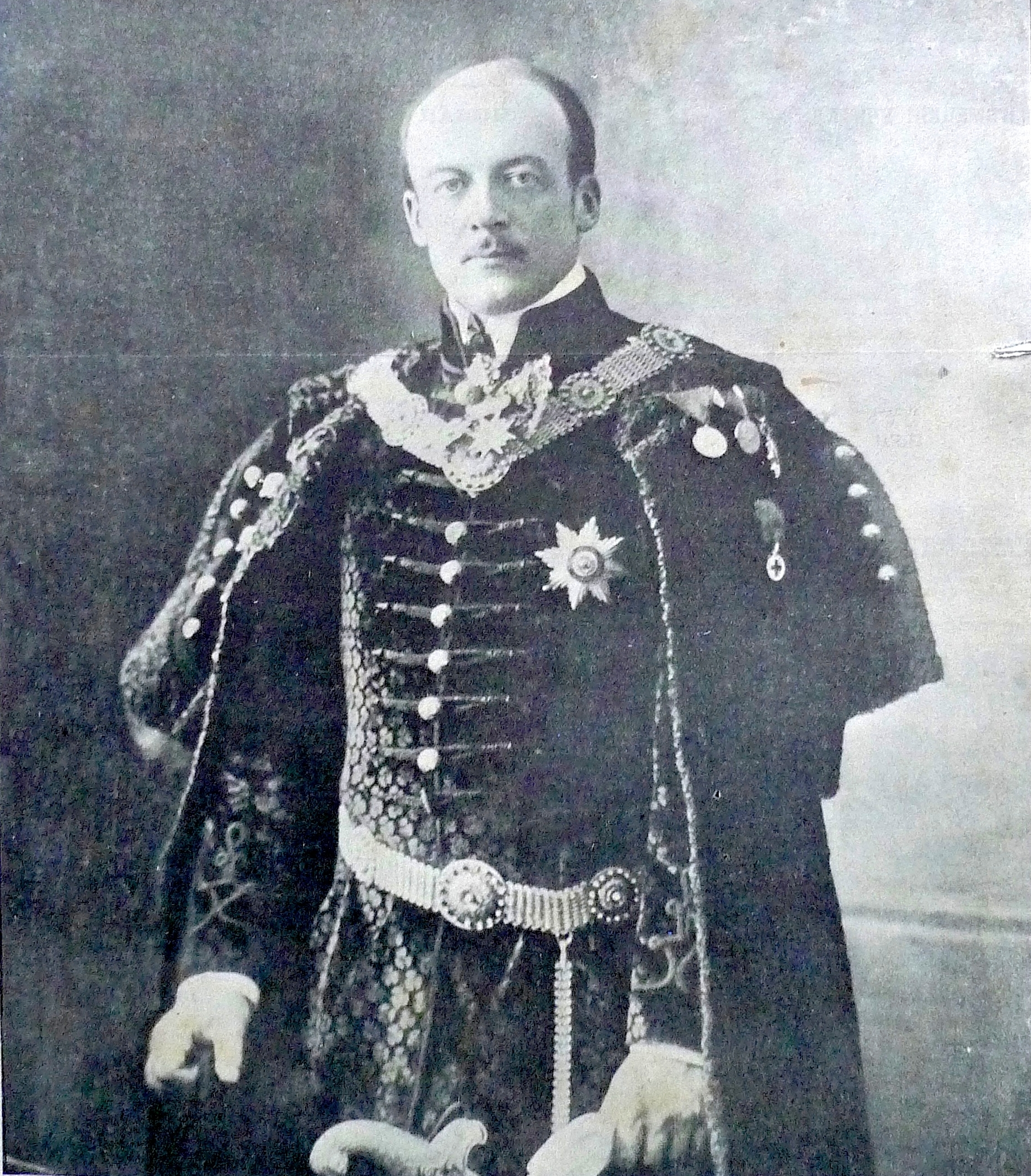

Узнав об убийстве Франца Фердинанда 28 июня 1914 года, фон Берхтольд, как считается, сказал: «Ну, теперь мы сведём счёты с Сербией!». После этого он готовил почву для объявления войны Сербии. Именно Берхтольду приписывается авторство заведомо невыполнимых условий ультиматума, который был предъявлен Сербии. Ранее он разрабатывал дипломатический план подготовки войны с Сербией.
Во время подготовки к войне с Сербией фон Берхтольд не уведомлял Италию, что впоследствии послужило формальным основанием для объявления о нейтралитете. Также он изменил свою позицию по вопросу о территориальных уступках Италии в обмен на её участие в войне. В результате, 13 января 1915 года он вынужден был подать в отставку. В последующие годы до конца существования империи занимал пост оберст-гофмейстера и советника наследника престола (впоследствии императора) Карла I.

### Поздние годы

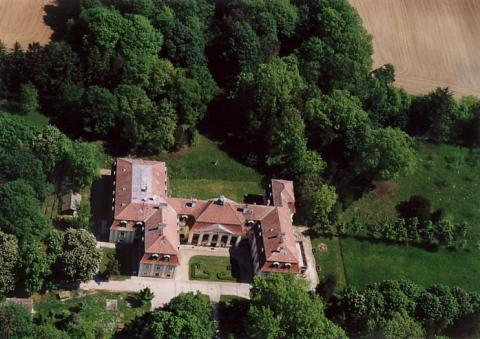
Имение Берхтольда в Оереснье (Венгрия), в котором он скончался

В 1918—1923 гг. в эмиграции в Швейцарии, откуда переехал в своё поместье в Венгрию, где и скончался.

## Награды
- Орден Золотого руна (1912)
- Большой крест Ордена Святого Стефана (1914)